# ソフィア・シキチェンコ
ソフィア・シキチェンコ（ウクライナ語: София Шкидченко、英語: Sophia Shkidchenko、2005年12月28日 - ）は、ウクライナの女性歌手、YouTuberである。

## 経歴
2005年12月28日にウクライナの首都、キーウに生まれる。
2012年以来、200以上のライブパフォーマンス、ラジオ、テレビ出演に出演している。彼女の最も有名なパフォーマンスは、2017年のウクライナズ・ゴッド・タレント（ウクライナ語: Ukrayina maye talant）で注目を集めた独特のヨーデル奏法で、そのパフォーマンス・クリップはYouTube上で現在1000万回以上再生されている。
ウクライナのテレビ番組であるザ・ヴォイス・キッズ（英語: The Voice Kids (Ukrainian TV series)）や、ヨーロッパで開催される2016、2017年及び2020年のジュニア・ユーロビジョン・ソング・コンテスト予選にも参加した。
現在は、自身のYouTubeチャンネルなどで、ヨーデルをはじめ、ポップ、ロック、ジャズ、カントリーミュージックまで、さまざまなスタイルの音楽を組み合わせるパフォーマンスで、英語、ドイツ語、スペイン語、トルコ語、韓国語など、さまざまな言語でも歌っている。

## 参考資料
1. 1 2 3  “Sofia Shkidchenko - Dandelions of Courage”. Dandelions of Courage. 2021年6月20日時点のオリジナルよりアーカイブ。2021年5月19日閲覧。
2. ↑  “Hear Y’all Yodelers! Ukraine’s Yodeling Princess, Sofia Shkidchenko”. Countrythang Daily.  オリジナルの2021年5月19日時点におけるアーカイブ。 2021年5月19日閲覧。